# Nogometni Klub Dravograd
Il NK Dravograd è una società calcistica slovena con sede nella città di Dravograd. Milita nella 3. SNL, la terza divisione del campionato nazionale.

## Storia
Il club fu fondato nel 1948 con la denominazione di NK Turbina.
Nel 2004 il club riesce a raggiungere la finale di Coppa di Slovenia, venendo però sconfitto dall'NK Maribor (sconfitta per 4-0 all'andata e vittoria per 4-3 al ritorno).

## Palmarès

### Competizioni nazionali
- Tretja slovenska nogometna liga: 2

2016-2017 (girone nord), 2017-2018 (girone nord)

### Altri piazzamenti
- Coppa di Slovenia:

Finalista: 2003-2004
Semifinalista: 2002-2003
- Druga slovenska nogometna liga:

Terzo posto: 1996-1997